# إيما سبيد سامبسون
إيما سبيد سامبسون (بالإنجليزية: Emma Speed Sampson)‏ هي صحفية أمريكية، ولدت في 1868 في كنتاكي في الولايات المتحدة، وتوفيت في 1947 في ريتشموند في الولايات المتحدة.